# Анна Кристина Луиза фон Пфалц-Зулцбах
Анна Кристина Луиза фон Пфалц-Зулцбах (на немски: Anna Christine Luise von Pfalz-Sulzbach; * 5 февруари 1704, Зулцбах, Горен Пфалц; † 12 март 1723, Торино) е пфалцграфиня от Зулцбах и чрез женитба херцогиня на Савоя и тронпринцеса на Сардиния-Пиемонт.

## Биография
Тя е най-малката дъщеря на херцог и пфалцграф Теодор Евстах фон Пфалц-Зулцбах (1659 – 1732) и Мария Елеонора фон Хесен-Ротенбург (1675 – 1720), дъщеря на ландграф Вилхелм I фон Хесен-Ротенбург.
Анна Кристина се омъжва на 15 март 1722 г. във Верчели за херцог Карл Емануил III Савойски (1701 – 1773), по-късният крал на Сардиния-Пиемонт (1730 – 1773), син на крал Виктор Амадей II. Двамата имат само един син, Виктор Амадей (* 7 март 1723; † 11 август 1725), херцог на Аоста, който умира като дете. Пет дена след раждането на принца Анна Кристина умира на 19 години. Тя е погребана в катедралата „Св. Джовани Батиста“ в Торино и през 1786 г. е преместена в базиликата „Суперга“.
След нейната смърт Карл Емануил се жени през 1724 г. за Поликсена фон Хесен-Ротенбург-Рейнфелс, братовчедка на Анна Кристина, и дъщеря на ландграф Ернст II Леополд.